# Nacionalni park Kornati
Nacionalni park Kornati este o arie protejată (sit de importanță comunitară — SCI) din Croația întinsă pe o suprafață de 21.571,14 ha, integral pe uscat.

## Localizare
Centrul sitului Nacionalni park Kornati este situat la coordonatele 43°45′51″N 15°21′58″E / 43.764303°N 15.366154°E.

## Înființare
Situl Nacionalni park Kornati a fost declarat sit de importanță comunitară în iulie 2013 pentru a proteja 1 specie de animale.

## Biodiversitate
Situată în ecoregiunile marină mediteraneană și mediteraneană, aria protejată conține 10 habitate naturale: Pseudostepă cu ierburi și specii anuale de Thero-Brachypodietea, Tufărișuri termo-mediteraneene și de pre-deșert, Peșteri marine scufundate complet sau parțial, Peșteri inaccesibile publicului, Straturi cu Posidonia (Posidonion oceanicae), Pante stâncoase calcaroase cu vegetație casmofită, Recifuri, Golfuri mici largi și golfuri puțin adânci, Faleze cu vegetație de Limonium spp. endemic de pe coastele mediteraneene, Păduri de Olea și Ceratonia.
La baza desemnării sitului se află o specie protejată de  mamifere: delfin mare (Tursiops truncatus).
Pe lângă speciile protejate, pe teritoriul sitului au mai fost identificate 8 specii de plante.